# 阿凡達太空梭
阿凡達太空梭(Avatar  "Aerobic Vehicle for Transatmospheric Hypersonic Aerospace TrAnspoRtation")是印度的太空梭計畫，2001年由印度国防研究开发组织設計概念，一个总部设在海德拉巴的CIM科技公司也参加了这个计划。原訂計畫中是一種全機體重複使用的太空載具，然而技術難點無法突破，現公布的模型比較類似美國和蘇聯太空梭的小型版，機體位於火箭前端進入太空後拋棄火箭。
此概念與印度空间研究組織的可重複使用發射技術驗證器（RLV-TD）無關。
原始概念是，阿凡達像普通飛機一樣從機場上水準起飛其機身極長，類似將助推火箭納入機身，但是較傳統火箭尺寸還是小上許多，用涡轮风扇、冲压发动机和超音速燃料发动机的组合，达到10公里的巡航高度；然後在此高度上啟動火箭發動機推入太空。在太空中完成任務後，離開軌道重新進入大氣層，利用自身動力在普通機場上著陸。一架阿凡達能重復使用100次。其機身內建火箭能成功產生足推力的秘密在於火箭發動機所需要的21噸液氧將在最初1個小時大氣層巡航過程中從大氣中吸收並製造出來。在大氣層中飛行時會吸進空氣，然後把氧氣分離出來並液化儲存，由於前段飛行又是靠氣動升力達到高空，所以不需要那麼大的液態燃料槽。